# Kamieniec (województwo warmińsko-mazurskie)
Kamieniec (niem. Finckenstein) – osada w Polsce, położona w województwie warmińsko-mazurskim, w powiecie iławskim, w gminie Susz, 7 km na północ od Susza.
W latach 1975–1998 miejscowość należała administracyjnie do województwa elbląskiego, a wcześniej – do województwa olsztyńskiego.

## Nazwa
Miejscowość nazywana jest czasami Kamieńcem Suskim.
12 listopada 1946 r. nadano miejscowości polską nazwę Kamieniec.

## Historia
Miejscowość wzmiankowana w 1321 roku. Od 1705 r. należała do rodu Finckensteinów, a w latach 1782–1905 do rodu Dohna-Schlobitten. W okresie 1 kwietnia – 6 czerwca 1807 r. w pałacu Finckenstenów rezydował Napoleon. Do Kamieńca przybyła incognito do Napoleona Maria Walewska. Spędziła z nim kilka tygodni.

## Zabytki

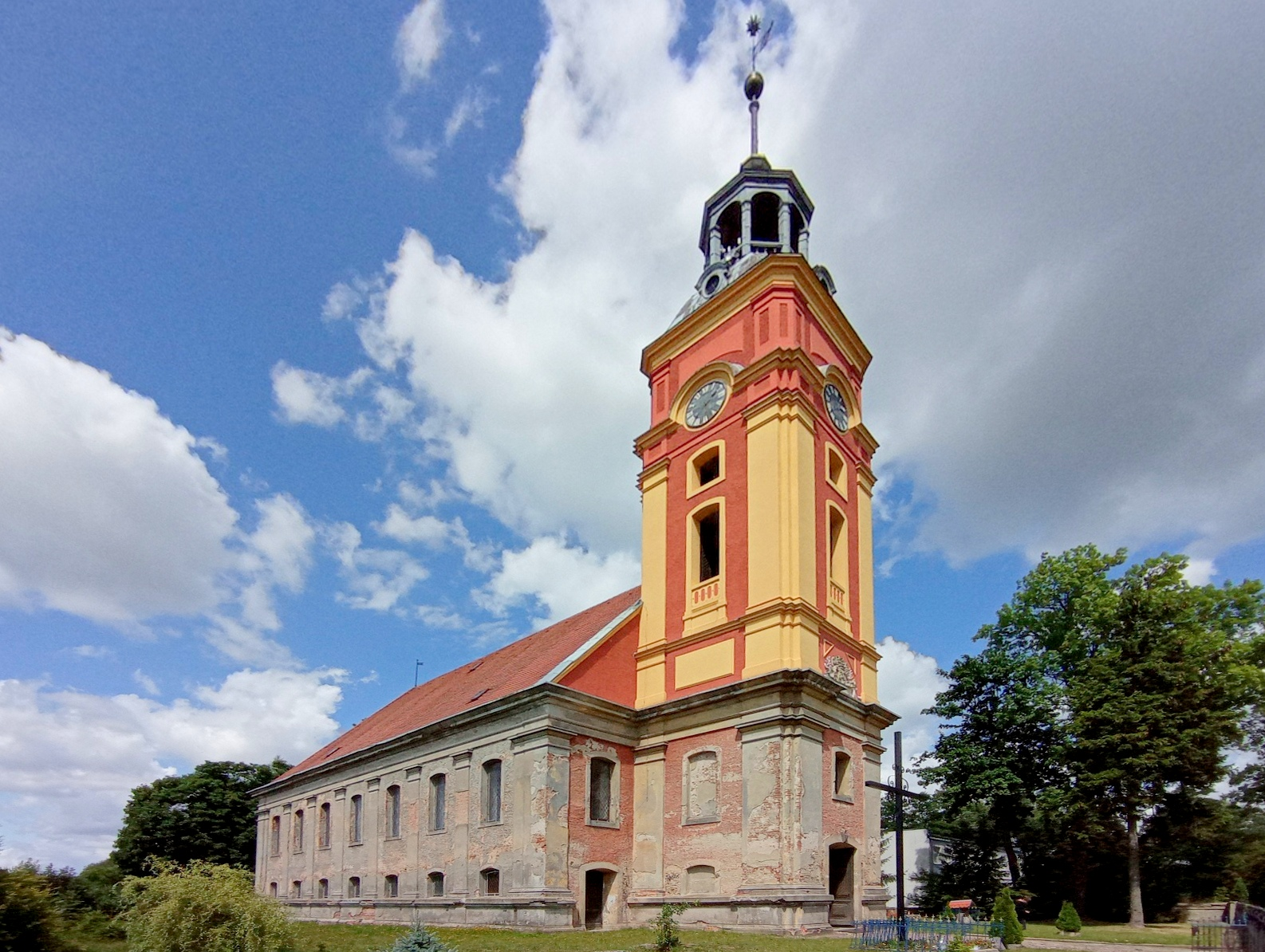
Kościół Matki Bożej Królowej Świata

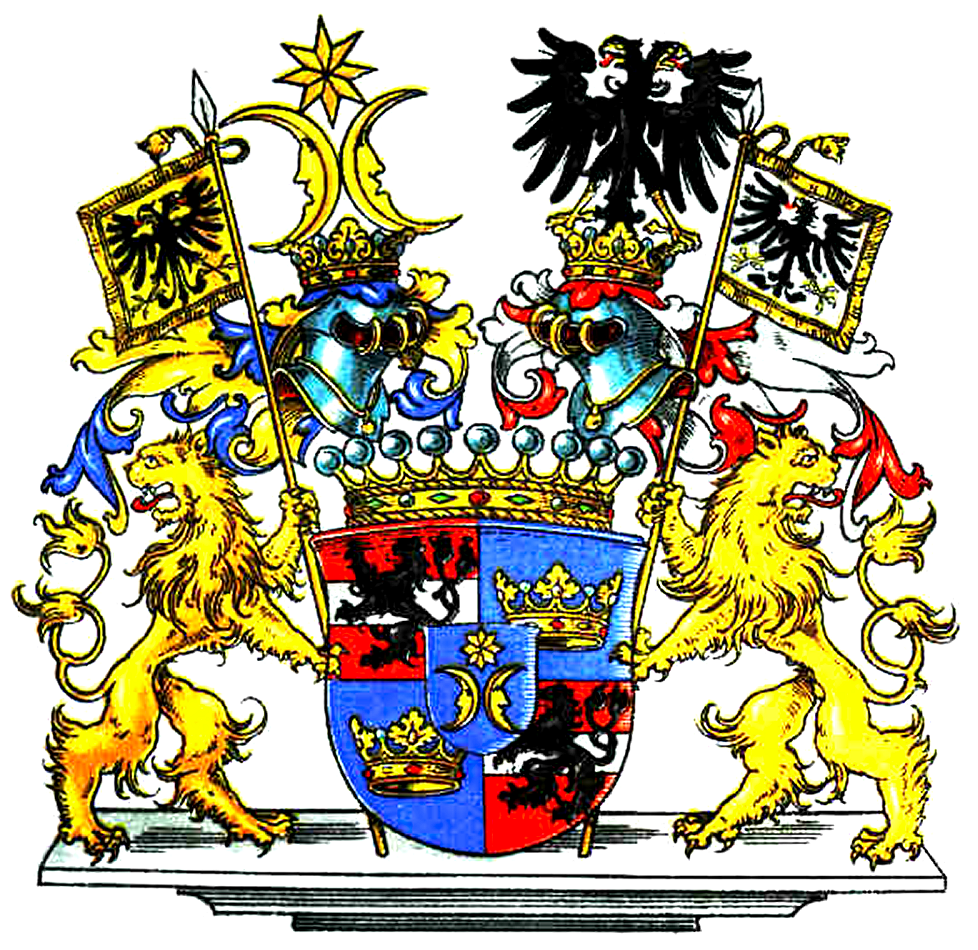
Herb von Finckenstein w tympanonie

Do wojewódzkiego rejestru zabytków wpisane są obiekty:
- Barokowy pałac Finckensteinów, wybudowany w latach 1716–1720 wedle projektu angielskiego architekta Johna von Collasa. W 1945 r. pałac został spalony i od tego czasu popada w ruinę.
- Klasycystyczny kościół Matki Bożej Królowej Świata z 1706-1718, wystrój wnętrza barokowy, na elewacji wieży herb Fincensteinów. W lewej nawie przy wejściu epitafium barokowe z najważniejszymi datami z historii parafii[5].
- Barokowe oficyny i stajnie oraz spichrze i kuźnie, park geometryczno-krajobrazowy z pawilonem.

## Pozostałe informacje
Powszechnie uważano, że przed II wojną światową w oryginalnych salach napoleońskich kamienieckiego pałacu, amerykańska wytwórnia filmowa Metro-Goldwyn-Meyer nakręciła sceny filmu o Marii Walewskiej z Gretą Garbo w roli tytułowej. Film na podstawie powieści Wacława Gąsiorowskiego Pani Walewska wyreżyserował Clarence Brown.